# Munavalli, Shiggaon
Munavalli là một làng thuộc tehsil Shiggaon, huyện Haveri, bang Karnataka, Ấn Độ.